# Maximin Giraud

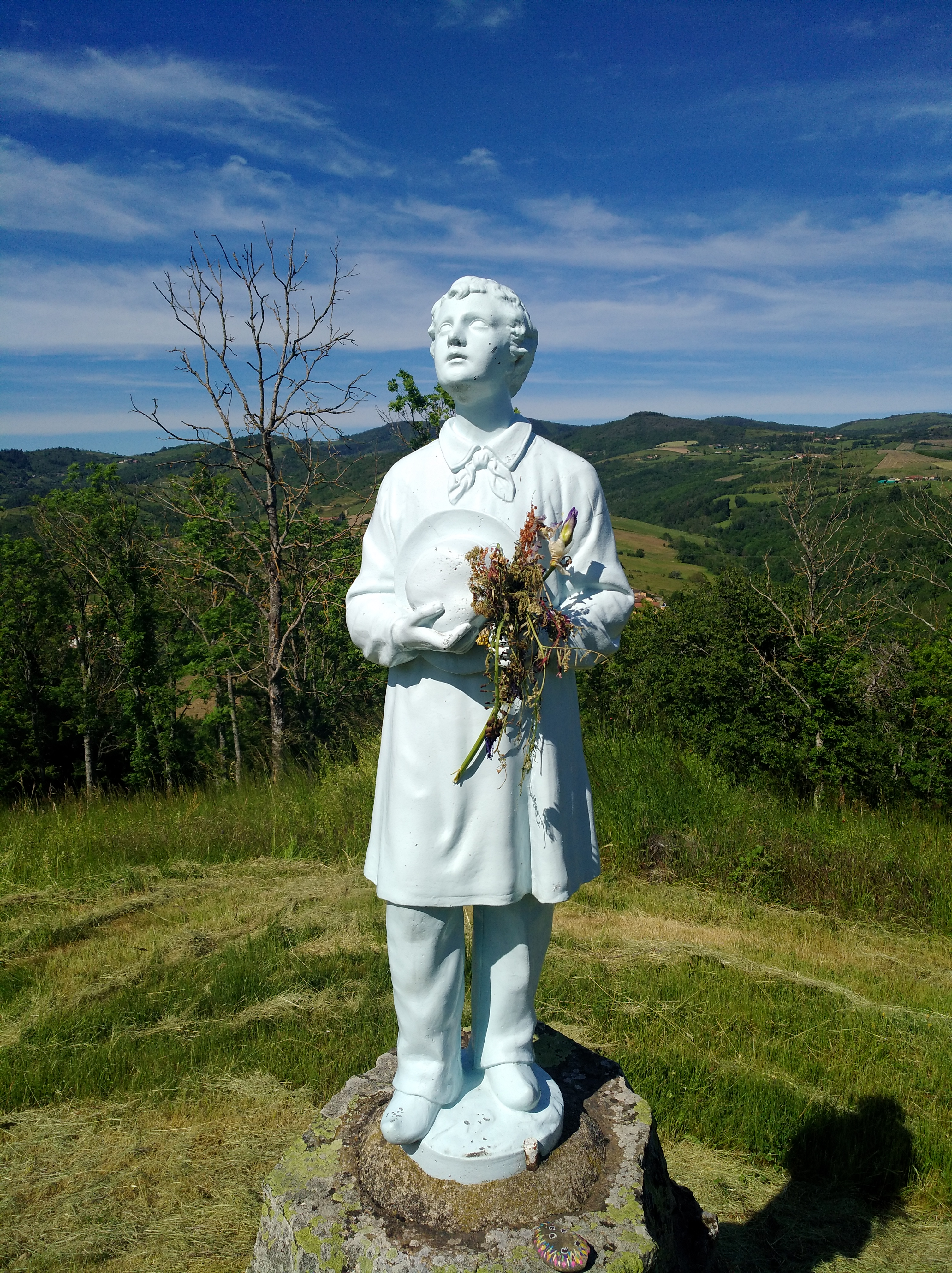
Statue von Maximin Giraud bei der Chapelle de la Salette in Létra

Pierre Maximin Giraud (* 26. August 1835 in Corps, Frankreich; † 1. März 1875 ebenda) berichtete von der Marienerscheinung, die sich am 19. September 1846 oberhalb von La Salette, einem kleinen Dorf im französischen Département Isère zugetragen haben soll. Mélanie Calvat war ebenfalls Zeugin dieser Erscheinung.

## Leben

### Frühe Jahre
Maximin Giraud wurde in Corps im Département Isère geboren. Sein Vater, Germain Giraud, war Stellmacher (Wagner) in Corps. Seine Mutter hieß Anne-Marie Templie. Er hatte eine acht Jahre ältere Schwester, Angélique. Seine Mutter starb als Maximin 17 Monate alt war. Sein Vater heiratete kurz nach deren Tod Marie Court, unter deren Vormundschaft Maximin aufwuchs. Ohne Schulpflicht besuchte er nie den Unterricht und wuchs in großer Unwissenheit auf. Er sprach nur vivaro-alpinisch, einem Dialekt der Okzitanischen Sprache, und verstand nur ein paar Worte Französisch. Maximin hatte einen ungestümen, launischen Charakter und war aufgeschlossen und sorglos. Maximin konnte morgens seine gesamte Lebensmittel-Tagesration essen und mit seinem Hund teilen; und wenn man ihn fragte, was er den Rest des Tages essen wolle, antwortete er: „Ich habe doch keinen Hunger!“ Maximin war nicht unintelligent, hatte aber eine kurze Aufmerksamkeitsspanne. Sein Vater hatte drei Jahre gebraucht, um ihm das Vaterunser und das Ave Maria beizubringen.

### Marienerscheinung
Pierre Selme bat am 13. September 1846 Maximins Vater darum, Maximin für ein paar Tage als Kuhhirte auszuleihen bis sein kranker Hirte wieder gesund war. Am 14. September verließ Maximin zum ersten Mal Corps und begab sich in das oberhalb von Corps liegende Dorf La Salette. Maximin wurde einige Tage von Pierre Selme oder dessen Frau überwacht, da sie befürchteten, dass Maximin die Hütearbeit vernachlässigen würde. Am Freitag, den 18. September sah Pierre, wie Maximin und Mélanie Clavat, die die Kühe von Jean-Baptiste Pra hütete, zusammen spielten. Eine andere Quelle spricht vom Donnerstag Abend.
Am 19. September 1846 trafen sich die beiden mit ihren kleinen Herden am Mont-sous-les-Baisses wieder. Auf Anweisung von Pierre Selme trieben sie ihre Kühe das Tal hinauf bis zum Flüsschen Sézia. In der Nähe der Petite Fontaine aßen sie gemeinsam zu Mittag und trennten sich danach. Entgegen ihrer Gewohnheit schliefen sie in einiger Entfernung voneinander im Gras ein. Wieder erwacht, suchten sie ihre Kühe und trieben diese dann langsam die Hänge des Mont Gargas hinab. Dort sahen sie eine Kugel in gleißendem Licht, aus der eine „schöne Frau“ heraustrat. Zunächst saß sie weinend da, dann stand sie auf und sprach lange mit den Kindern über „ihren Sohn“; erst auf Französisch und dann in Vivaro-alpinisch. Anschließend stieg sie einen Abhang hinauf und verschwand im Licht.
Am 19. September 1851, auf den Tag genau fünf Jahre nach der von den Kindern beschriebenen Erscheinung, erklärte Mgr. Philibert de Bruillard, Bischof von Grenoble: „Die Erscheinung der Heiligen Jungfrau vor zwei Hirten auf dem Berg von La Salette [...] trägt alle Merkmale der Wahrheit in sich und die Gläubigen sind berechtigt, sie für unzweifelhaft und sicher zu halten“. 1855 bestätigte Mgr. Ginoulhiac, Bischof von Grenoble, nach einer erneuten Untersuchung die Entscheidung seines Vorgängers. An der Stätte der Erscheinung wurde der Wallfahrtsort Notre-Dame de La Salette errichtet.

### Erwachsenenjahre
In den drei Jahren nach der Erscheinung starben alle nahen Verwandten: sein Halbbruder Jean-Francois, seine Stiefmutter Marie Court und sein Vater Germain Giraud. Die Vormundschaft übernahm nun der Bruder seiner Mutter, Onkel Templier, angeblich eine rüder und eigennütziger Mann. Der ständige Druck von Pilgern und Wichtigtuern macht Maximin das Leben schwer. Auf seinem weiteren Lebensweg wurde er häufig ausgenutzt und viel „herumgereicht“: von der Schule in Corps zum Petit Séminaire de Rondeau (1850–1852), einer Botanikschule bei Grenoble, von einem Pfarrhaus auf dem Land zum Kloster La Grande Chartreuse, vom Priesterseminar in Aire-sur-l'Adour zum kaiserlichen Hospiz in Le Vésinet (1859) oder zur weiter führenden Schule (Collège) in Tonnerre, wo er „angestellt“ wurde. Das Ehepaar Jourda, das in der Nähe von Versailles lebte, hatte ihn ins Herz geschlossen: Er sollte Medizin studieren, was er aber aufgab, da er noch vor seinem Abschluss ausgeschlossen wurde; anschließend arbeitete er in einer Apotheke.
Im Jahr 1860 bat Papst Pius IX. die katholische Welt, den Kirchenstaat gegen Viktor Emanuel II. zu verteidigen. Der König von Sardinien war bestrebt, die italienische Einheit zu verwirklichen. Er beabsichtigte, Rom zur Hauptstadt seines neuen Königreichs zu machen. Tausende Freiwillige, vor allem Franzosen, bildeten ein Freikorps, das ab 1861 „Päpstliche Zuaven“ genannt wurde. Maximin Giraud war einer dieser Freiwilligen. Er verpflichtete sich am 24. April 1865 für eine Dauer von sechs Monaten. Zunächst war er Krankenpfleger, dann kämpfte er gegen die zahlreichen Banditen im Kirchenstaat. Er schloss Freundschaft mit einigen Landsleuten, denen er das Geheimnis der Jungfrau verriet, das sie ihm 14 Jahre zuvor anvertraut hatte. Im Oktober verließ er das Freikorps in der Gewissheit, seine Pflicht als „Soldat Gottes“ erfüllt zu haben und kehrte nach Paris zurück.
Einige Anhänger eines Mannes, der sich „Sohne Ludwig XVI.“ nannte, wollten ihn für ihre politische Zwecke ausnutzen. Maximin verspottete sie und erzählte ihnen Lügengeschichten. Diese Anekdote sowie die Aufzählung der Orte, die Maximin bereiste, machen deutlich, wie sehr er ausgenutzt wurde. Als Antwort auf einen aggressiven Artikel in der Zeitschrift „La Vie Parisienne“ veröffentlichte er 1866 das Buch „Mein Glaubensbekenntnis über die Erscheinung von Notre-Dame de La Salette“. Am 4. Dezember 1868 soll Maximin dem Erzbischof von Paris, Mgr. Darboy, dessen Hinrichtung im Jahre 1871 prophezeit haben, nachdem sich der Erzbischof negativ über die Erscheinungen der Jungfrau Maria bei La Salette geäußert hatte. Mgr. Darboy wurde während der Pariser Kommune 1871 hingerichtet.

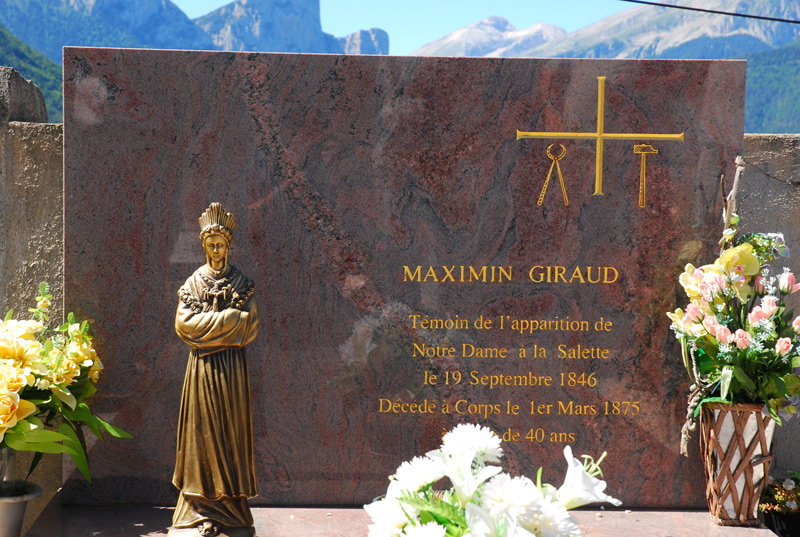
Grabstein von Maximin Giraud im Friedhof von Corps

Als Opfer eines Geschäftspartners, eines Likörhändlers, war er gegen Ende seines Lebens wieder mittellos.
Obwohl er an Asthma und Herzbeschwerden litt, ging Maximin Giraud im November 1874 ein letztes Mal auf Pilgerfahrt nach La Salette und berichtete vor Ort von der Erscheinung. Am 1. März 1875 starb er in Corps, nachdem er die Kommunion empfangen und ein wenig Wasser aus La Salette getrunken hatte. In seinem Testament wiederholte er sein Zeugnis über die Erscheinung und vermachte sein Herz dem Heiligtum von La Salette. Seine sterblichen Überreste liegen auf dem Friedhof von Corps, und sein Herz ruht wie gewünscht in der Basilika von La Salette.

## Anmerkung
Einige Quellen entstanden nach der Erscheinung des Französischen-, Italienischen- und Englischen Artikels in der entsprechenden Wikipedia. Rekursive Referenzierung ist also a priori nicht ausgeschlossen. Diesen Quellen kann nur mit entsprechender Vorsicht vertraut werden (z. B.).